# Балин Дол
Балин Дол (мкд. Балин Дол) је насељено место у Северној Македонији, у северозападном делу државе. Балин Дол припада општини Гостивар.

## Географски положај
Насеље Балин Дол је смештено у северозападном делу Северне Македоније. Од најближег већег града, Гостивара, насеље је удаљено 3 km источно.
Балин Дол се налази у горњем делу историјске области Полог. Насеље је положено на јужном ободу Полошког поља. Северно од насеља пружа се поље, а источно се издиже Сува гора. Надморска висина насеља је приближно 540 метара.
Клима у насељу је умерено континентална.

## Историја
Почетком 20. века Балин Дол је био насељено православним Словенима (1/3) и муслиманским Албанцима (2/3). Тада је мали део православних мештана био у оквиру Српске православне цркве.

## Становништво
По попису становништва из 2002. године Балин Дол је имао 2.501 становника.
Претежно становништво у насељу су Албанци (86%), а у мањини су етнички Македонци (13%). 
Већинска вероисповест у насељу је ислам, а мањинска православље. 